# Ампер-година
Ампе́р-годи́на (позначення А·год, міжнародне Ah) — позасистемна одиниця вимірювання кількості електрики, яка проходить крізь переріз провідника або прилад, протягом 1 години за незмінного струму силою в 1 А; використовується для визначення ємності акумуляторів.
Заряджений акумулятор заявленої ємності в 1 А·год теоретично здатен забезпечити силу струму 1 А упродовж однієї години (чи, н-д, 10 А протягом 6 хвилин, або 0,1 А у перебігу 10 годин). Насправді ж надто великий струм виснаги акумулятора зменшує дієвість віддачі ним електроенергії, що нелінійно зменшує час його роботи з таким струмом і може призвести до перегрівання.
Часто також застосовують похідну одиницю міліампер-годину (мА·год) позначати ємність невеликих акумуляторів, наприклад у смартфонах.
Величину в ампер-годинах можна перевести в системну одиницю вимірювання заряду — кулон. Оскільки 1 Кл/c дорівнює 1 А, то, перевівши години в секунди, маємо 3600 кулонів:

## Переведення у ват-години
Буває, виробники акумуляторів вказують у технічних характеристиках лише запасений заряд у мА·год (mAh), інші — лише запасену енергію у Вт·год (Wh). Обидва показники можуть називати словом «ємність». Обчислити накопичену енергію із запасеного заряду, загалом непросто: треба інтегрувати миттєву потужність, яку видає акумулятор за весь час свого розряджання. Якщо велика точність не потрібна, можна замість інтегрування скористатися середніми значеннями напруги та струму споживання, підставивши їх у формулу, яка випливає з того, що 1 Вт = 1 В · 1 А:
Тобто запасена енергія (у Вт·год) приблизно дорівнює добутку набутого заряду (в А·год) на середню напругу (у Вольтах):

### Приклади
У технічній специфікації пристрою вказано, що «ємність» (запасений заряд) акумулятора дорівнює 56 А·год., напруга роботи дорівнює 15 В. Тоді «ємність» (запасена енергія) дорівнює: 56·15 = 840 Вт·год (≈3 МДж)
- За послідовного з'єднання акумуляторів: 3,3 В 1000 мА·год + 3,3 В 1000 мА·год = 6,6 В 1000 мА·год
- За паралельного з'єднання: 3,3 В 1000 мА·год + 3,3 В 1000 мА·год = 3,3 В 2000 мА·год